# Real Humans
Real Humans (título original en sueco: Äkta människor) es una serie sueca de ciencia ficción estrenada en Sveriges Television en 2012. La serie Humans es una adaptación de esta.

## Sinopsis
En un presente alternativo, los hubots (androides con aspecto totalmente humano) son vendidos y comprados como otro electrodoméstico más; utilizados como sirvientes, trabajadores e incluso con fines sexuales.
Capaces de aprender, programables con diferentes roles y personalidades, se han convertido en algo presente en la vida diaria de Suecia. Esto ha provocado que surja y se extienda un partido de extrema derecha llamado ”Real Humans”, que señala a los hubots como usurpadores de la Humanidad, que han quitado el trabajo a muchas personas e incluso roto relaciones.
Paralelamente, un hubot reprogramado para ser libre, está reprogramando otros hubots que se encuentra para reivindicar sus derechos y el reconocimiento como seres libres.
La historia tiene como protagonista a la familia Engman. El padre, al comprar un nuevo hubot asistente para el abuelo, compra otro más por una oferta. Los hijos resultan encantados, pero la madre ve desde el principio a esta hubot como una competidora.

## Reparto
- Pia Halvorsen, como Inger Engman.
- Johan Paulsen, como Hans Engman.
- Natalie Minnevik, como Matilda Engman.
- Kåre Hedebrant, como Tobias Engman, Tobbe.
- Aline Palmstierna, como Sofia Engman.
- Sten Elfström, como Lennart Sollberg.
- Alexander Stocks, como Odi.
- Anki Larsson, como Vera.
- Lisette Pagler, como Anita.

## Recepción
La serie tuvo una gran acogida tanto de público como de crítica. Joe Hubris la calificó como la mejor historia de androides desde Blade Runner. Su éxito hizo que rápidamente la comprara Kudos Film & Television para realizar una adaptación en inglés y con nuevos actores, que se estrenó 2015 en Channel 4 con le título de Humans.